# Харківське січневе збройне повстання 1919 року
Харківське січневе збройне повстання 1919 року — збройний виступ більшовицьких харківських робітників проти Директорії.
Почалося під керівництвом більшовицького військово-революційного комітету 1 січня під час просування до Харкова радянських військ. Прорадянські збройні угрупування розгромили загони армії УНР. Вночі на 2 січня Харківський ревком оголосив про перехід влади в місті до рук Ради робітничих депутатів. Надвечір 2 січня все місто фактично було в руках прорадянських повстанців. Одночасно вони зайняли Чугуїв, Ізюм та ряд інших міст і сіл Харківщини. 3 січня війська Другої Української радянської дивізії, що 28 грудня 1918 року в запеклому бою біля станції Козача Лопань розгромили українських вояків, вступили в Харків.